# Prasinocyma albisticta
Prasinocyma albisticta är en fjärilsart som beskrevs av W. Warren 1901. Prasinocyma albisticta ingår i släktet Prasinocyma och familjen mätare. Inga underarter finns listade i Catalogue of Life.